# Nesrine Medjahed
Nesrine Medjahed, née le 28 août 1999 à Mostaganem, est une nageuse algérienne.

## Carrière
Aux Championnats arabes de natation 2016, elle est médaillée d'argent du relais 4 × 100 m nage libre et du relais 4 × 100 m quatre nages.
En 2018, elle remporte aux Championnats arabes la médaille d'or sur 100 mètres papillon et la médaille d'argent sur 50 mètres papillon, et aux Championnats d'Afrique la médaille d'argent du relais 4×100 m quatre nages mixte, la médaille de bronze sur 100 mètres nage libre, sur 100 mètres papillon et au relais 4×100 m nage libre mixte.
Elle obtient aux Championnats d'Afrique de natation 2022 à Tunis la médaille d'argent sur 100 mètres nage libre, sur 4 × 100 mètres 4 nages, sur 4 × 100 mètres quatre nages mixte et sur 4 × 100 mètres nage libre mixte ainsi que la médaille de bronze sur 50 mètres nage libre et 4 x 200 mètres nage libre.
Aux Jeux africains de 2023 à Accra, elle est médaillée d'argent sur 4 × 100 m nage libre, et médaillée de bronze sur 4 × 200 m nage libre, sur 4 × 100 m quatre nages, sur 4 × 100 m nage libre mixte et sur 4 × 100 m quatre nages mixte.
Elle est médaillée d'or sur 4 x 100 m nage libre et 4 x 100 m nage libre mixte, médaillée d'argent sur 4 x 100 m quatre nages mixte et médaillée de bronze sur 100 mètres  papillon et médaillée de bronze en relais 4 x 200 m nage libre et 4 x 100 m quatre nages aux Championnats d'Afrique de natation 2024 à Luanda,,.